# Aldborough (Yorkshire del Norte)

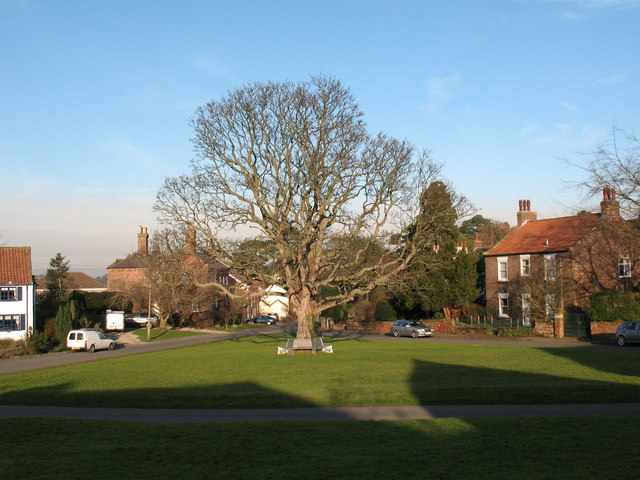
Vista de Aldborough.

Aldborough es una ciudad del condado de North Yorkshire, en Inglaterra. 
Fue construida en donde se ubicó la capital de la tribu celta de los brigantes e Isurium Brigantum, una de las principales ciudades romanas en Gran Bretaña. Su ubicación le permitía controlar el cruce de la ruta que corría hacia el norte desde Eboracum (York) sobre el Río Ure. En tiempos posteriores a la ocupación romana perdió en gran medida su importancia, especialmente tras la invasión normanda, al  trasladarse el cruce a Boroughbridge.